# Pieniężno (gromada)
Pieniężno – dawna gromada, czyli najmniejsza jednostka podziału terytorialnego Polskiej Rzeczypospolitej Ludowej w latach 1954–1972.
Gromady, z gromadzkimi radami narodowymi (GRN) jako organami władzy najniższego stopnia na wsi, funkcjonowały od reformy reorganizującej administrację wiejską przeprowadzonej jesienią 1954 do momentu ich zniesienia z dniem 1 stycznia 1973, tym samym wypierając organizację gminną w latach 1954–1972.
Gromadę Pieniężno z siedzibą GRN w Pieniężnie (wówczas wsi) utworzono – jako jedną z 8759 gromad na obszarze Polski – w powiecie braniewskim w woj. olsztyńskim na mocy uchwały nr 11 WRN w Olsztynie z dnia 4 października 1954. W skład jednostki weszły obszary dotychczasowych gromad Pieniężno, Kajmity, Łajsy i Różaniec oraz miejscowości Sawity i Żugienie z dotychczasowej gromady Piotrowiec ze zniesionej gminy Pieniężno, ponadto miejscowości Wojnity i Kierpajny Wielkie z dotychczasowej gromady Wojnity ze zniesionej gminy Płoskinia, w tymże powiecie. Dla gromady ustalono 27 członków gromadzkiej rady narodowej.
31 grudnia 1959 z gromady Pieniężno wyłączono miejscowość Pieniężno, nadając jej status osiedla. Osiedle Pieniężno pozostało jednak nadal ekstraterytorialną siedzibą gromady Pieniężno.
1 stycznia 1960 do gromady Pieniężno włączono wieś Bornity ze zniesionej gromady Chwalęcin, wieś Pakosze, Wyrębiska i Kierpajny Małe, osadę Brzostki oraz PGR Pakosze ze zniesionej gromady Pakosze, a także wsie Henrykowo i Kumajny, PGR Kumajny oraz leśniczówkę Kumajny ze zniesionej gromady Henrykowo – w tymże powiecie.
31 grudnia 1967 z gromady Pieniężno wyłączono część obszaru PGR Strubno oraz dwie części obszaru PGL nadleśnictwo Rogity (razem 208 ha), włączając je do gromady Płoskinia w tymże powiecie; do gromady Pieniężno włączono natomiast dwie części obszaru PGR Sawity (78 ha + 90 ha) z gromady Lelkowo oraz część obszaru PGL nadleśnictwo Rogity (15 ha) z gromady Płoskinia w tymże powiecie; do gromady Pieniężno włączono natomiast część obszaru PGL nadleśnictwo Rogity (22 ha) z gromady Wola Lipowska w tymże powiecie.
30 czerwca 1968 do gromady Pieniężno włączono wsie Białczyn, Gajle, Kiersiny, Piotrowiec i Posady ze zniesionej gromady Wola Lipowska w tymże powiecie.
1 stycznia 1972 do gromady Pieniężno włączono tereny rolne o powierzchni 1.289 ha z osiedla Pieniężno w tymże powiecie oraz wsie Glądy, Jeziorko, Kowale, Lubianka, Łoźnik, Pawły, Pełty, Pluty i Wopy ze zniesionej (formalnie 22 grudnia 1971) gromady Pluty w powiecie bartoszyckim.
Gromada przetrwała do końca 1972 roku, czyli do kolejnej reformy gminnej. 1 stycznia 1973 w powiecie braniewskim reaktywowano gminę Pieniężno. Tego samego dnia osiedle Pieniężno otrzymało prawa miejskie.